# نیم‌منقاری کشتی‌گیر
نیم‌منقاری کشتی‌گیر (انگلیسی: Wrestling halfbeak) گونه‌ای ماهی از خانواده نیم‌منقارماهی‌های زنده‌زا است که در رودخانه‌های سنگاپور، تایلند، اندونزی، تایلند، مالزی، بورنئو و سوماترا زندگی می‌کند.